# Alcohol arachidyl
Arachidyl alcohol, hay còn gọi là 1-icosanol, là một chất dạng sáp được sử dụng làm chất làm mềm trong mỹ phẩm. Đây là một loại alcohol béo mạch thẳng với 20 nguyên tử cacbon, thường thu được thông qua quá trình hydro hóa axit arachidic hoặc axit arachidonic, cả hai đều có trong dầu đậu phộng. Tên của chất này có nguồn gốc từ cây đậu phộng (tiếng Latinh: arachis).